# Villefranche Handball Beaujolais
Villefranche Handball Beaujolais är en handbollsklubb ifrån Frankrike som grundades 1945.